# Departamento de Monteros
Departamento de Monteros är en kommun i Argentina.   Den ligger i provinsen Tucumán, i den norra delen av landet, 1 100 km nordväst om huvudstaden Buenos Aires. Antalet invånare är 58 442. Arean är 1 169 kvadratkilometer.
Terrängen i Departamento de Monteros är varierad.
Trakten runt Departamento de Monteros består till största delen av jordbruksmark. Runt Departamento de Monteros är det ganska tätbefolkat, med 58 invånare per kvadratkilometer.